# Antipatride
Antipatride (oggi Tel Afek (arabo Kafr Saba, ebraico תל אפק; greco antico Ἀντιπατρίς) fu una città della Palestina, precisamente nella Giudea, oggi un Tell archeologico nel centro di Israele in cui si trovano le vestigia della biblica città di Afek e memorie di eventi biblici e cristiani; fu rifondata e rinominata ‘'Antipatride'’ da Erode il Grande.
Antipatride sorgeva nella prossimità del fiume Yarkon, e ora fa parte del grande parco nazionale del Yarkon (הגן הלאומי ירקון).

## Archeologia dell'antica Afek
Sul sito gli archeologi hanno scoperto tracce di un accampamento di 5000 anni fa. Afek è menzionata, una prima volta, in un testo di esecrazione egiziano (12a dinastia = -19o/-18o secolo) e in seguito in una relazione riguardante Thoutmôsis III. Afek è menzionata diverse volte nella Bibbia, in cui è descritta come una città cananea conquistata da Giosuè e come una base militare filistea all'epoca di Samuele (1Sam 4,2); è anche citata in una tavoletta di Ninive (-7o secolo, epoca dell'assiro Assaradon) come città di frontiera con la Samaria.

## Epoca ellenistica
Per qualche tempo Afek prese il nome di Pegaï, ma in epoca romana, passando per qualche tempo sotto la denominazione ‘'Caphar Seba'’. divenne ‘'Antipatide'’. Fu Erode il Grande, nel 9 avanti Cristo, a ricostruirla, o a farla rivivere di nuova fama, con questo nome per onorare la memoria di suo padre Antipatro II, già procuratore della Giudea (-63-49), dopo essere stato ministro di Ircano II nonostante la sua origine idumea. Erode il Grande scelse questa località perché, secondo Flavio Giuseppe, sulla strada obbligata dalla zona marittima a Gerusalemme e perché situata in una terra ricca di vegetazione e attraversata, come la stessa città, da un fiume che la irrigava.
Paolo di Tarso, secondo gli Atti degli Apostoli (23,31-32), passò qui una notte, come prigioniero, mentre veniva condotto a Cesarea presso il procuratore Felice al quale si era appellato (da qui. poi, nel 59 dopo due anni di detenzione, verrà trasferito a Roma, presso il tribunale dell'Imperatore).
Antipatride fu distrutta nel corso della prima guerra giudaica tra gli anni 66 e 70 d.C. Ne parla ampiamente Giuseppe Flavio nelle sue Antichità Giudaiche. Si risolleverà solo dopo due secoli, ma il terremoto del 363 la raderà al suolo. Risorgerà come baluardo militare sotto l'impero ottomano. Ed nell'epoca musulmana il posto si chiamava in arabo Qal'at Ras el'ain o Tell Ras al Ayn.